# Adhemarius gagarini
Adhemarius gagarini là một loài bướm đêm thuộc họ Sphingidae. Nó được miêu tả bởi Zikán và 1935,

## miêu tả

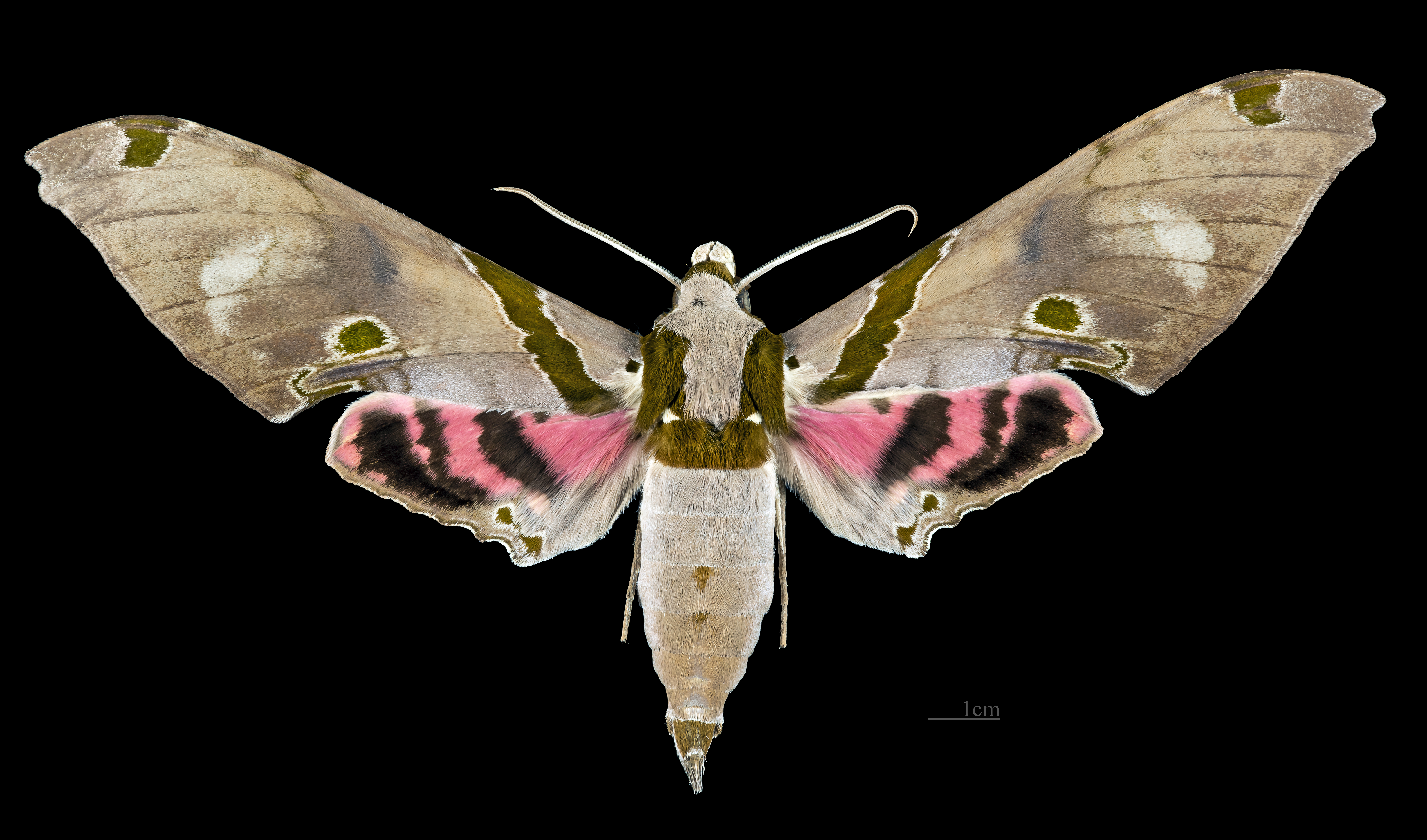
Adhemarius gagarini ♂
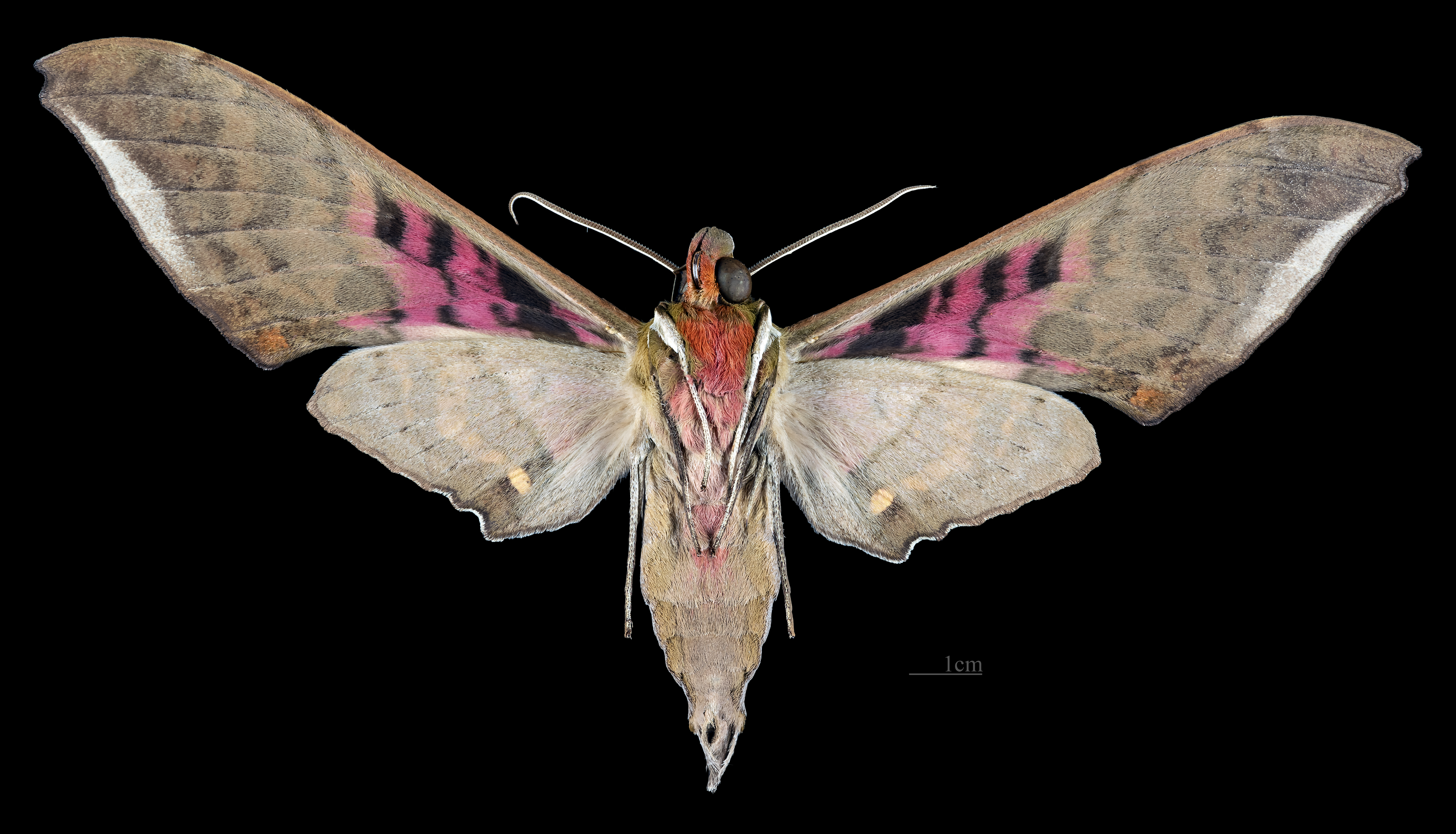
Adhemarius gagarini ♂ △
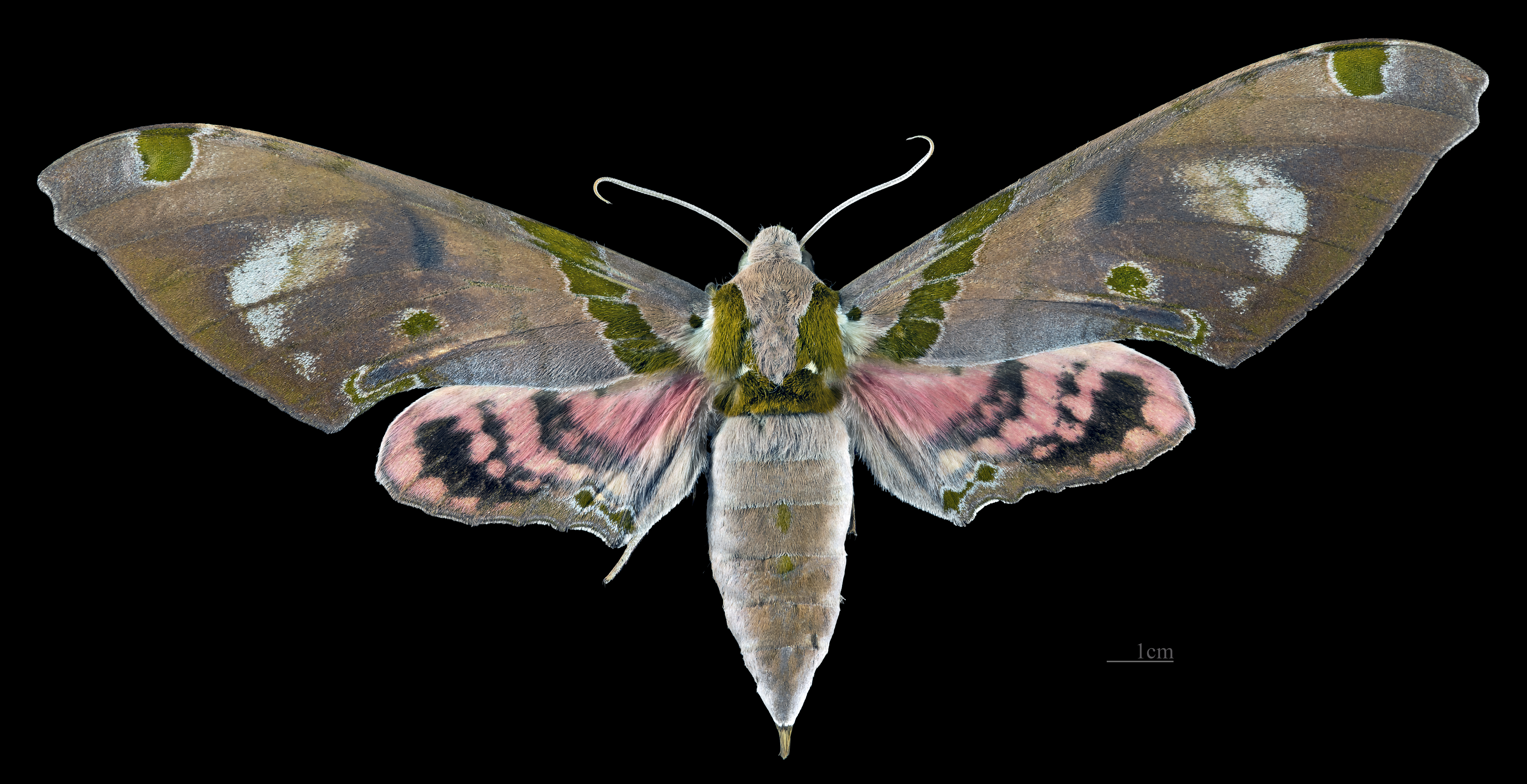
Adhemarius gagarini ♀
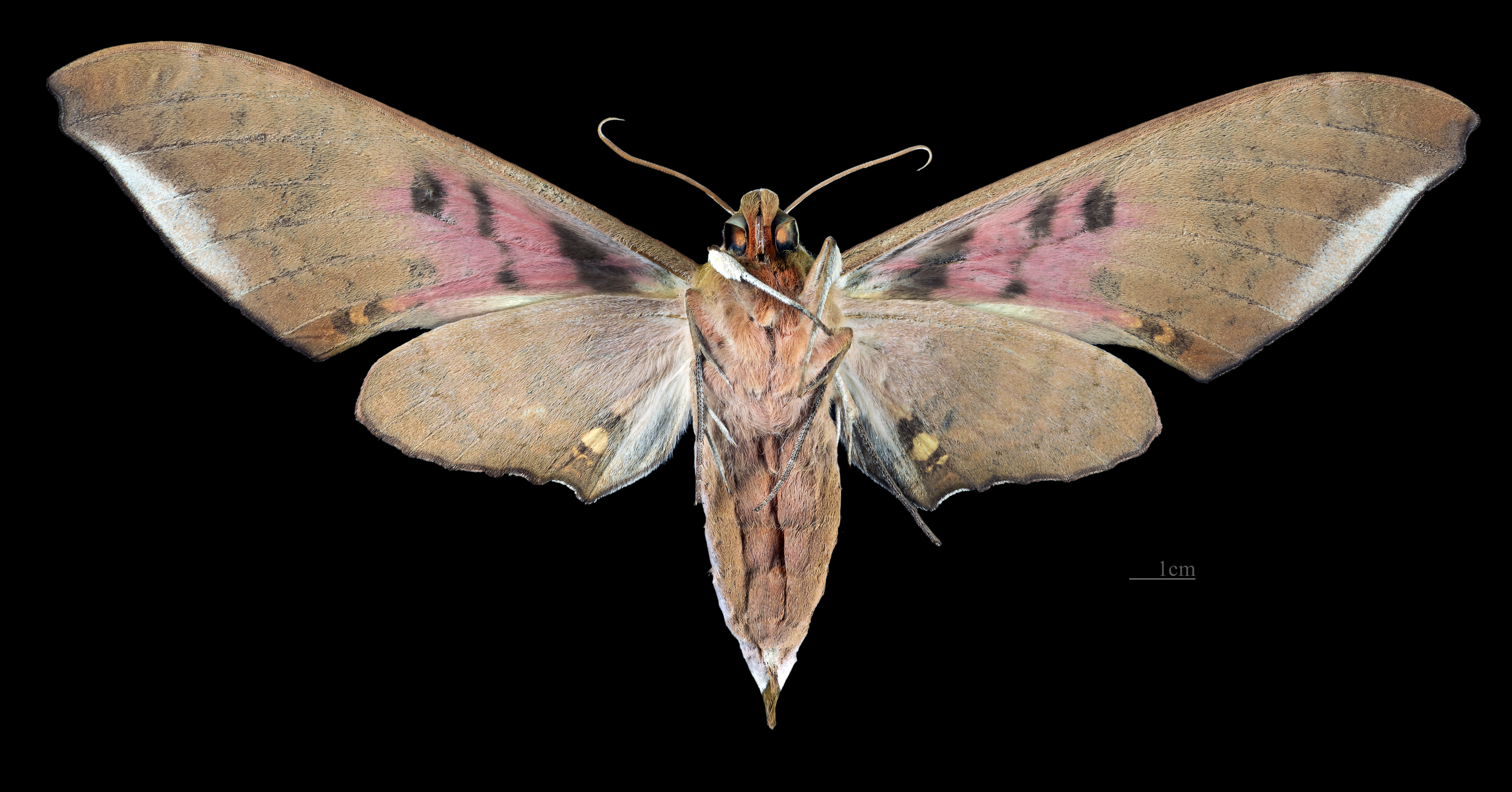
Adhemarius gagarini ♀ △

## phân phát
Và được tìm thấy ở Brasil, Bolivia và Guyana.

## sinh học
There are probably at least two generations per year. In Bolivia, it has been recorded in tháng 10 và tháng 12.

## Hình ảnh

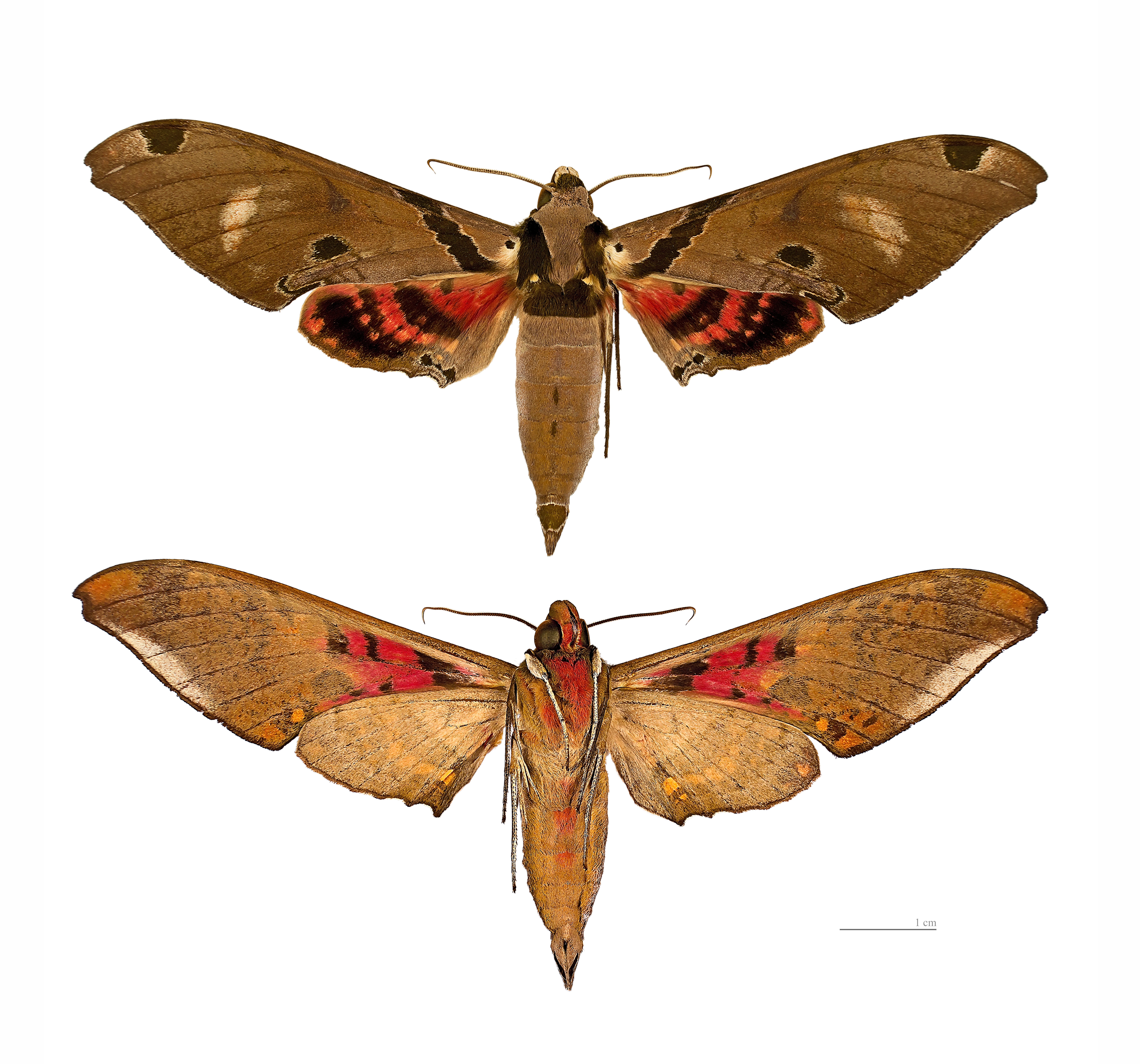